# Wulihe Stadium
El Wulihe Stadium (en chino tradicional, 五里河體育場; en chino simplificado, 五里河体育场; pinyin, Wǔlǐhé Tǐyùchǎng) fue un estadio de uso múltiple principalmente utilizado para el fútbol ubicado en la ciudad de Shenyang, China.

## Historia
El estadio fue construido en 1989 con una capacidad para 65000 espectadores, teniendo su partido inaugural en agosto del mismo año en un partido amistoso donde Santos FC de Brasil le ganó 1-0 al Liaoning FC.
El estadio fue la sede del Shenyang Ginde y sirvió como la sede de los partidos de local de la selección nacional en las eliminatorias para la Copa Mundial de Fútbol de 2002, y con una victoria de 1-0 ante Omán lograron la clasificación a un mundial por primera vez.
El estadio fue demolido el 12 de febrero de 2007 para que se construyera un centro comercial en el terreno. En ese mismo año se construyó el Shenyang Olympic Sports Center Stadium que fue utilizado para los Juegos Olímpicos de Pekín 2008 como el nuevo estadio de la ciudad.